# Caméen
Caméen (tdigare Camoenius och Elfdalius) är en svensk släkt varav flera grenar adlats. De adlade grenarna är utslocknade, men ätten fortlever möjligen i Ryssland.

## Historik
Släktens stamfader är Jonas i Rangedal (död 1537) som år 1480 var kyrkoherde i Klarälvdalen och som övergick till den lutherska läran vid reformationen. Enligt Anreps ättartavlor gifte han sig med sin engelska hushållerska Birgitta. Hans son Ericus Jonae efterträdde fadern som kyrkoherde och ska ha uppnått en ålder av 104 år. Hustrun ska ha varit en Ingeborg från Edby. Deras son Benedictus Erici (1559-1634) blev liksom brodern, fadern och farfadern kyrkoherde i Älvdalen. Han undertecknade beslutet från Uppsala möte, och var gift med Magdalena Svensdotter Brunia.
Deras barn upptog namnet Camoenius och Elfdalius. Dottern Ellika blev stammoder till ätterna Karlström och Tigerhielm, och sonen Sveno Benedicti Elfdalius Camoenius var superintendent i Karlstad stift. Han var gift två gånger. Första hustrun var Sara Erlandsdotter Norenia, dotter till kyrkoherden i Nor, Erlandus Gudmundi och Anna Eriksdotter Kax, och den andra Maria Roman, dotter till bokhållaren Arvid Roman och av samma släkt som Stjerncrantz.
I första äktenskapet föddes Daniel Camoenius och Benedictus Svenonis Camoenius, och i det andra Sven Caméen.

## Daniel Camoenius gren - Caméen nr 1125
Daniel Camoenius var assessor i Svea hovrätt, samt rådman och handels- och justitieborgmästare i Stockholm. Han inrättade auktionskammaren i Stockholm och var borgarståndets talman i riksdagen tre gånger. Hans hustru var Magdalena Pahl, dotter till köpmannen Mattias Pahl och Magdalena Leffler och släkt med den adlade ätten Pahl. År 1687 adlades Daniel Camoenius på namnet Caméen, och ätten introducerades på nummer 1125. En son stupade som kapten i Polen, och ätten fortlevde med två söner, direktören Daniel Caméen och kaptenen Carl Caméen. Den yngre grenen slocknade efter ytterligare en generation. Daniel Caméens gren kan möjligen ha fortlevt i Ryssland, men ätten är utgången i Sverige sedan tidigt 1800-talet.

## Benedictus Svenonius Camoenius gren
Benedictus Svenonis Camoenius blev 1693 liksom fadern före honom superintendent i Karlstad stift. Han var gift med en dotter till Johan Börjesson Carlberg och Christina Spak, och släkt med ätten Karlström. De hade två söner, Sveno Benedicti Caméen och Erland Caméen.

### Sveno Benedicti Caméens gren - Caménsköld nr 1795
Sveno Benedicti Caméen var hovpredikant, pastor primarius och biskop i Västerås stift. Han var gift med Helena Cederström, vars mor var Catharina Bröms. Deras barn, Christina Catharina och Carl Bengt, adlades för faderns förtjänster år 1726 med namnet Caménsköld, och sonen introducerades på nummer 1795.
Christina Catharina Caménsköld gifte sig första gången med Henrik Bunge av adelsätten Bunge och andra gången med greve Carl Frölich av ätten Frölich. Carl Bengt Caménsköld var löjtnant vid Livgardet, men ogift slöt han ätten på svärdssidan år 1741 när han stupade i finländska fälttåget.

### Erland Caméens gren - von Caméen nr 1735
Erland Caméen var assessor i Kommerskollegium och sedan kommerseråd. Han adlades år 1720 på namnet von Caméen, och introducerades på nummer 1735. Han var ogift och slöt sin ätt 1729.

## Sven Caméens gren - Caménhielm nr 1403
Sven Caméen var historiarum professor vid universitetet i Dorpat och dess akademiräntmästare, men fick tjänsten förflyttad till Pernau när ryssarna intog Dorpat, och blev sedermera Landt-Richter på Ösel. Han var gift med Catharina Åkerhielm vars mor var en Mollsdorff. Sven Caméen adlades år 1701 på namnet Caménhielm och introducerades på nummer 1403. Han fick bara ett barn, dottern Maria som avled som barn. Han slöt därmed själv sin ätt när han avled år 1708.

## Bilder

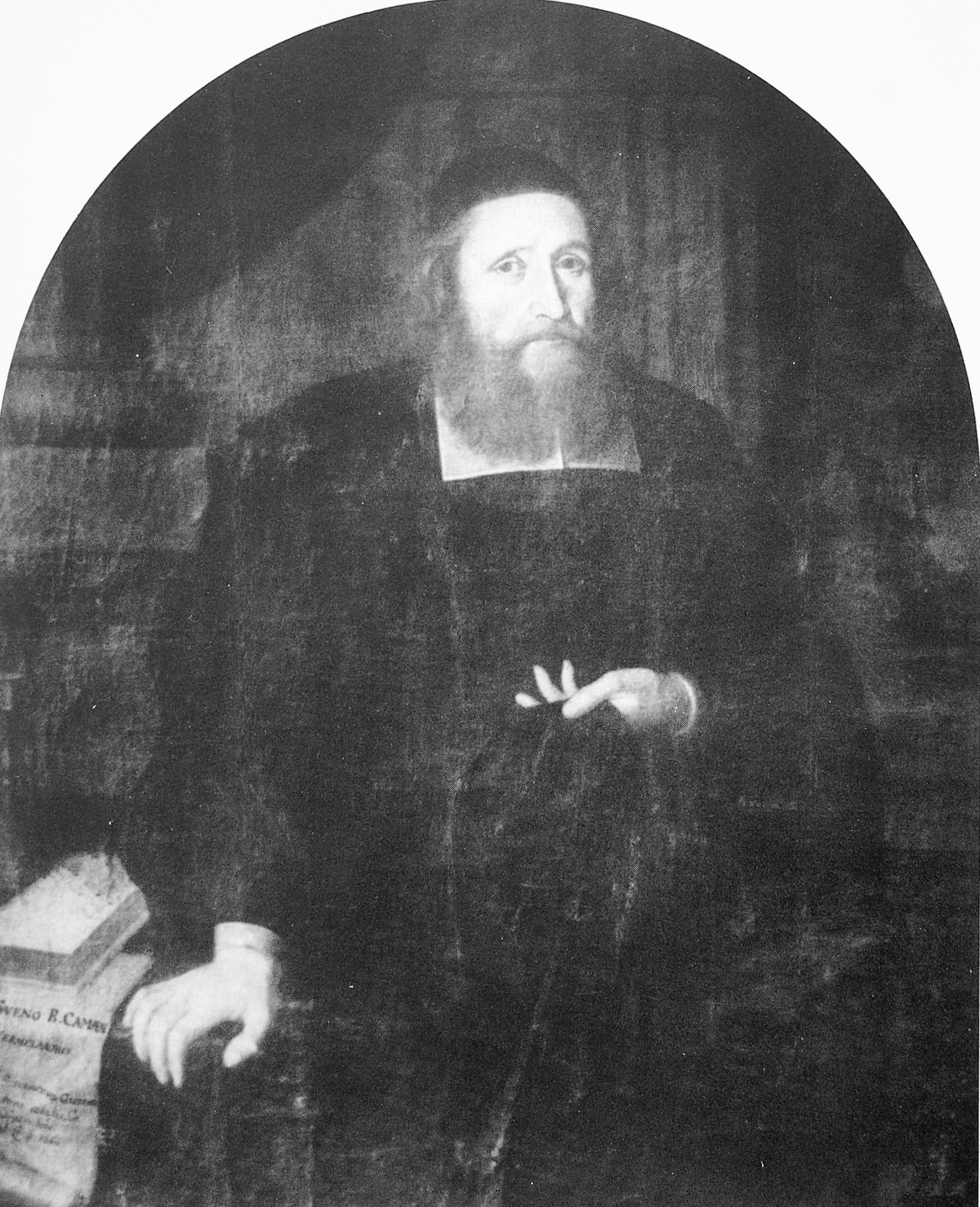
Sveno Benedicti Elfdalius.
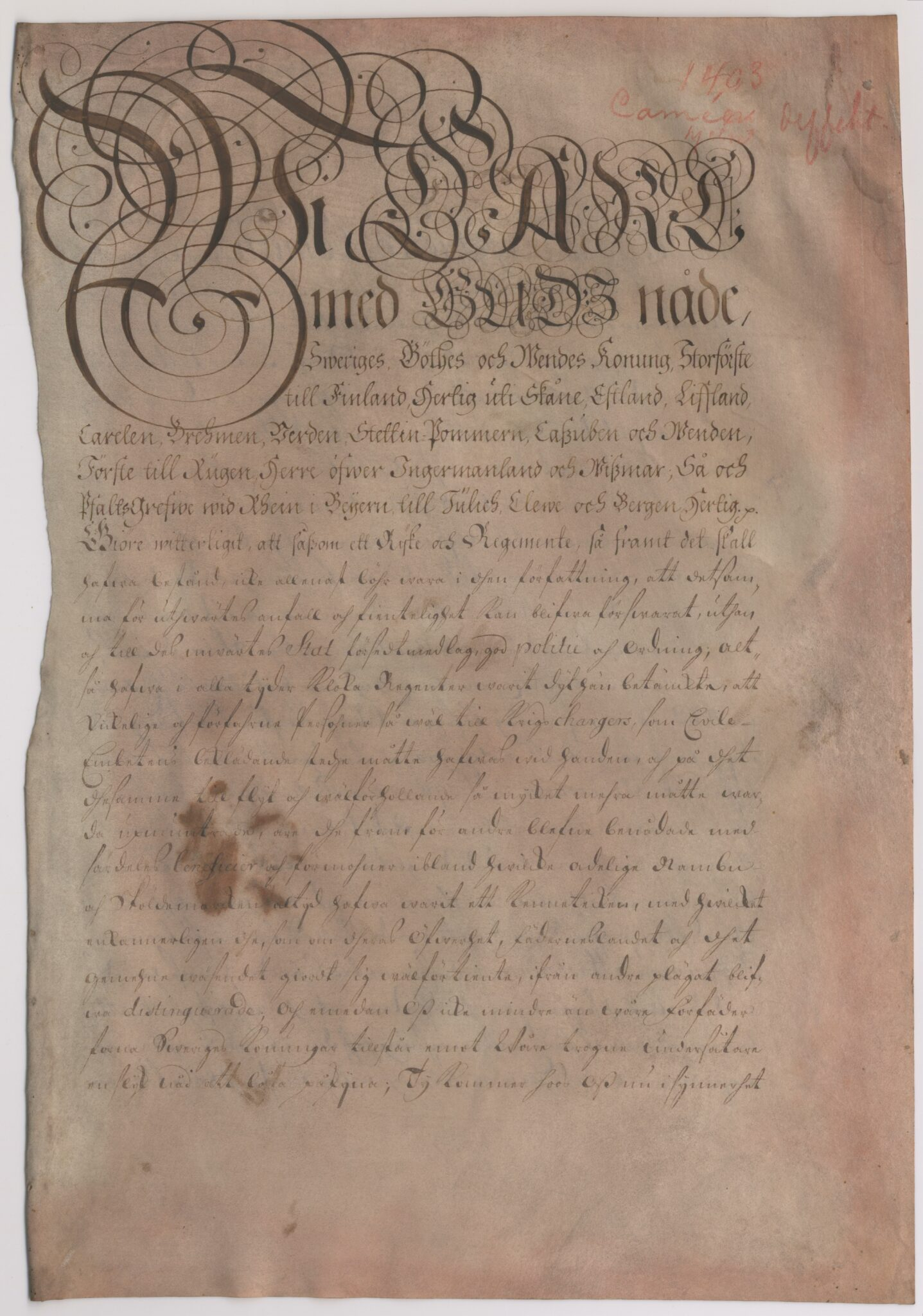
Sköldebrev för Sven Caméen som adlades 1701 av Karl XII, till Caménhielm (nr 1403).
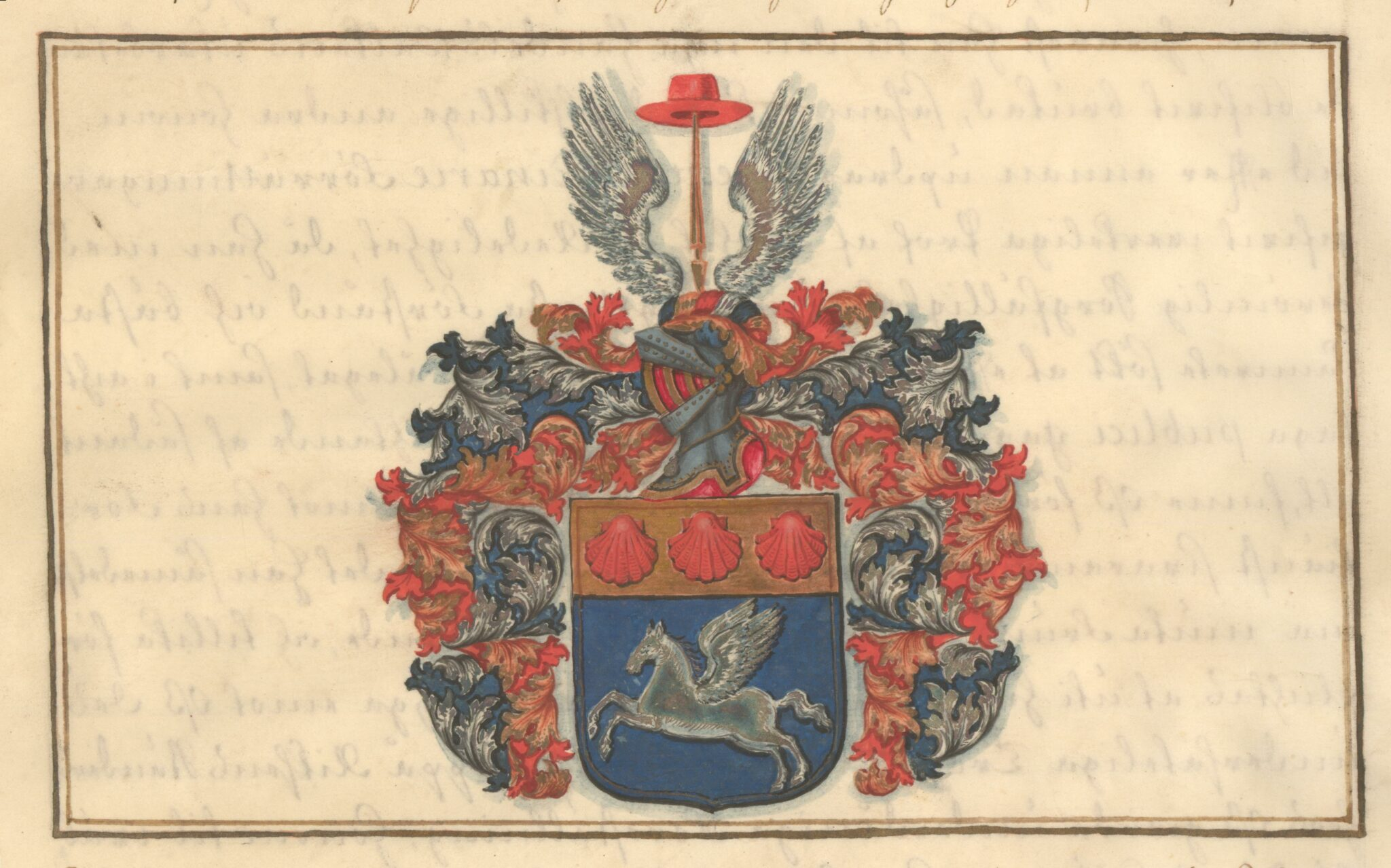
Sköldebrev för Erland Caméen som adlades 1720 av Fredrik I, till von Caméen (nr 1735).